# Iojik v tumane
Iójik v tumáne (en ciríl·lic: Ёжик в тумане; lit. L'eriçó a la boira) és una pel·lícula d'animació soviètica filmada per Iuri Norxtein el 1975 a l'estudi Soiuzmultfilm. L'obra es basa en el conte de fades homònim de l'escriptor i poeta Sergei Kozlov, revisat significativament en l'elaboració del guió. La pel·lícula explica la història d'un eriçó de camí cap al seu amic l'osset, però es perd entre la boira i acaba en un món misteriós en el qual es topa amb un mussol, un cargol, un ratpenat i un cavall blanc. Entre els mitjans tècnics utilitzats per Norxtein i el càmera de la pel·lícula, Alexander Jukovski, hi consta l'ús de diversos escenaris escalonats, gràcies als quals es va poder realitzar l'"efecte boira". El personatge principal, com la resta de la pel·lícula, va ser dibuixat per l'artista Frantxesca Iarbusova. El fons musical va ser creat pel compositor Mikhail Meerovitx. Els actors Maria Vinogradova (Eriçó), Viatxeslav Nevinni (Osset) i Alexei Batàlov (veu del narrador) van participar en el doblatge.
Els investigadors assenyalen que l'estil de la pel·lícula fou influenciat per les tradicions culturals de diferents països i pobles (incloent el teatre i la pintura d'Orient, i les obres de Paul Klee, Andrei Rubliov i Iuri Vasnetsov). Així mateix, la pel·lícula conté referències a algunes obres del cinema. El film d'animació fou molt ben acollit per la crítica i va rebre nombrosos premis en festivals internacionals de cinema, com per exemple a Teheran, Gijón, Chicago o Melbourne. El 1979, el càmera Jukovski i la il·lustradora Iarbusova van ser guardonats amb el Premi Estatal de l'URSS en l'àmbit de la literatura, l'art i l'arquitectura per les pel·lícules d'animació Lisa i zaiats (Лиса и заяц, lit. La guineu i la llibre, 1973) i Tsaplia i jurabl (Цапля и журавл, lit. La garsa i la cigonya, 1974). L'any 2003, al Festival Internacional d'Animació de Laputa del Japó, basat en una enquesta a 140 crítics i animadors de cinema de diferents països, Iójik v tumáne va ser reconegut com el millor dibuix animat de tots els temps.

## Història de la realització
El 1974, quan Iuri Norxtein estava treballant en la pel·lícula animada La garsa i la cigonya, l'escriptor Sergei Kozlov el va cridar. Després d'haver-se presentat, Kozlov va dir que havia vist la pel·lícula d'animació La guineu i la llebre i li agradaria oferir els seus contes de fades al director. D'entre diverses dotzenes d'obres portades per l'escriptor, Norxtein va triar L'eriçó a la boira, un conte de fades els personatges del qual parlen en el llenguatge de l'absurd avantguardista, que recorda els diàlegs infantils del llibre de Kornei Txukovski De dos a Cinc: «que bé que t'hagin trobat -va dir l'osset-. He arribat. T'imagines si no hi fossis? - Però vet aqui que he arribat. On eres? No era».
Segons el director, quan va llegir per primera vegada Eriçó a la boira li van venir al cap associacions que no estaven directament relacionades amb el text. Per exemple, un ramat de vaques mugint que es movia entre la boira, l'esquena de les quals s'assemblava a un riu sinuós. Aquesta imatge no es va incloure al dibuix animat, però es va convertir en el "primer eco" que va determinar l'estil de la futura pel·lícula: «Simplement vaig sentir el conte de fades espacialment […] És com si en algun lloc llunyà, darrere de la fina amalgama de la pantalla, hi hagués una esfera des d'on el so arriba aquí i es converteix en imatge». El conte de fades original, que és una sèrie d'escenes amb diàlegs i comentaris de l'autor, va soferir moltes transformacions en el seu camí cap a la pantalla. Durant l'obra, el guió escrit per Kozlov i Norxtein també va anar canviant, i també els plans de muntatge previstos, els esbossos de personatges o la composició de plans. Per exemple, inicialment Norxtein havia dibuixat amb detall l'escena "en el pou", on des de la foscor es podien veure "troncs coberts de floridura vellutada" i es podia escoltar "la remor de la terra caient", però durant l'edició aquests detalls foren abandonats. En contrapartida, la pel·lícula va incorporar elemets com les fulles seques de la tardor o la "boca calenta d'un gos", absents en el conte original de l'autor. La imatge de la "boca que respira", segons el director, fou incorporada després de llegir el conte "Brutus" de l'escriptor txec Ludvík Aškenazy.
El final de la pel·lícula no coincideix amb el pla original del director. Al final de la cinta, quan l'eriçó ja ha arribat a l'osset, escolta el seu amic i pensa en el cavall, la imatge del qual se li havia anat apareixent al llarg del camí: «Com està? la boira...» Segons Norxtein, una resposta peculiar als pensaments i records del protagonista a l'escena "ombrívol" hauria d'haver estat el xiullet de l'òliba al pou. D'aquesta manera el final hauria estat més imperssionant. Tanmateix, durant l'edició va resultar que el metratge i el temps de pantalla s'havien superat una mica, per la qual cosa es va haver d'eliminar aquest final. Els treballs també va anar acompanyats de problemes tècnics: a causa del fet que l'estudi no proporcionés a l'equip de filmació una màquina de rodatge, els creadors de la pel·lícula van fer de manera independent tant l'estructura del trípode com de la bastida des de la qual poder mirar la càmera. Tal com va assenyalar irònicament Norxtein, «probablement s'hauria d'ensenyar a tots els directors a fer plataformes, planificar taules i clavar claus».
En una reunió del consell artístic de l'estudi, on es va parlar de Eriçó a la boira, se li va preguntar a Norxtein per què havia triat un tal conte de fades, sense pretensions, per plasmar-lo a la pantalla. Com a resposta, el director va reproduir les primeres línies de la Divina comèdia de Dante: «Havent acabat la meitat de la meva vida terrenal, / em vaig trobar en un bosc fosc». El dia previst de l'estrena de la pel·lícula, va resultar que els treballs estaven seriosament endarrerits: l'equip només havia rodat el vint per cent del material que se suposava que s'havia d'incloure a la pel·lícula. Malgrat tot, el consell artístic de l'estudi va quedar tan impressionat del material elaborat, que van permetre al director de completar la resta, per passar seguidament al pròxim film: Skazka skazok (Сказка сказок, lit. Conte de contes).

## Argument
L'eriçó va a visitar el seu amic l'osset per beure te amb melmelada de gerds i comptar les estrelles. Pel camí, el protagonista travessa camps deserts i matolls forestals. A la boira del vespre, el món sembla misteriós i de tant en tant apareixen imatges estranyes davant de l'eriçó, que es topa amb un mussol, un cargol que pren proporcions gegantesques, un ratpenat d'envergadura extraordinària o un gos que li retorna el seu farcell amb el pot de melmelada que havia perdut. El cavall blanc impressiona particularment a l'eriçó, la silueta borrosa del qual sobresurt entre la boira.

## Obra d'artista
A través de la boira, periòdicament s'escolta la veu de l'osset cridant a l'eriçó. Corrent per tal de respondre el crit, l'eriçó cau al riu. El seu salvador és en un misteriós personatge que el condueix fins a la costa. Un cop arribat finalment a casa de l'Osset, l'eriçó escolta el seu amic, que diu que ja ha posat el samovar al porxo per prendre el te de la nit, ha recollit branques de ginebre «perquè hi hagi fum» i ha pres les cadires més còmodes: «Al cap i a la fi, qui més a part de tu comptarà les estrelles?».«Ёжик в тумане» (en rus). Энциклопедия отечественного кино под редакцией Любови Аркус. Arxivat de l'original el 2017-10-11. [Consulta: 20 gener 2021].</ref>
La dissenyadora de producció de la pel·lícula L'eriçó a la boira fou la dona de Norxtein, Frantxesca Iarbusova, graduada a la Universitat Panrusa Gueràsimov de Cinematografia. Iarbusova, va dir que quan va començar a treballar a L'eriçó a la boira, Norxtein li havia planejat filmar un simple conte de fades. Tanmateix, en comptes de la suposada facilitat, va resultar ser un experiment molt sever, durant el qual es van utilitzar per primera vegada moltes tècniques innovadores. Així, a les pàgines dibuixades per Iarbusova s'hi va col·locar aigua mitjançant un projector, que per tal d'aconseguir una textura unificada de la imatge, es va processar amb traços.
Concebre la imatge definitiva de l'eriçó fou el que més temps va consumir a l'artista. En començar el rodatge, tots els demés personatges ja estaven ben perfilats i les escenografies acabades. En canvi, el personatge principal no va funcionar. La idea de com havia de ser el personatge clau va sorgir durant el passeig nocturn de Norxtein i Iarbusova, en observar una dona al carrer que portava un eriçó de mascota. Tornant a casa, Iarbusova va dibuixar el personatge d'un sol traç, i immediatament va obtenir claredat. Per tal d’aconseguir l’expressivitat infantil del personatge, el director va lligar la mà dreta de Iarbusova, que amb l’esquerra va crear l'eriçó.
Alguns investigadors han trovat en l'eriçó els trets físics de la dramaturga Liudmila Petruixévskaia, que juntament amb Norxtein escriuria el guió de la pel·lícula Skazka skazok (Сказка сказок, lit. Conte de contes). La mateixa Petruxévskaia va parlar de les possibles similituds en el llibre Històries de la meva pròpia vida, recordant que a mitjans dels anys 70 el director, en una conversa telefònica, li havia preguntat si estaria en contra de l'ús del seu perfil com a imatge del personatge principal. «Llavors vaig respondre que, com que ja m'has pres (sense permís) el meu nas per una garsa, també el pots prendre per un eriçó». No obstant això, dècades més tard, Norxtein va desmentir que ni ell ni Iarbusova haguessim pres a Petruixévskaia com a referència, tot i que durant el procés de recerca això prodria haver passat «a nivell inconscient».
Al mateix temps, el sentiment de la "universalitat de l'heroi" observat per l'audiència (l'animador Nikolai Serebriakov el va anomenar "l'home de Déu") probablement es deu al fet que durant el rodatge de "L'eriçó..." Norxtein i Iarbusova van mirar sovint la icona d'Andrei Rubliov "El Salvador Totpoderós" ("Zvenigorodski Txin"). Com va dir el director més tard, la silueta del Salvador de Rubliov simplement hi és present: "Aquesta icona en si és increïble, amb tanta força, tanta dinàmica […] fins i tot quan estàvem fent L'eriçó a la boira, vaig parlar a Iarbusova del "Salvador" de Rubliov".
Avaluant l'obra de Iarbusova, el crític d'art Sergei Asenin va remarcar la capacitat de l'artista de dotar els animals dels seus dibuixos animats amb qualitats humanes: aquest toc especial d'antropomorfisme en els personatges s'entreveu a través dels ulls, els moviments i gestos dels animals. L'animadora Lana Azarkh va assenyalar que fou Iarbusova qui «va donar visibilitat al món de Norxtein».

## Els personatges
Segons Norxtein, sempre s'ha sentit atret pels personatges animats muts que, a diferència dels actors, durant el rodatge no poden oposar-se al director. Al mateix temps, «tenen una característica cruel: són absolutament impecables», va subratllar el director. La figura de l'eriçó, que feia uns quinze centímetres d'alçada, va ser feta pels cineastes a partir de diverses capes de cel·luloide recobertes d'oli i pintures acríliques. Gràcies a les capes, la silueta semblava texturada i voluminosa. Per separat, s'hi van adjuntar detalls com els ulls del personatge, les seves potes i un farcell de melmelada. Les espines, que vibraven durant el moviment, van ser pintades per Iarbusova amb calç i cobertes amb aquarel·les. L'obra es va realitzar amb un toc de pinzell ràpid i sense correccions, imitant la tècnica de l'art xinès i japonès. L'eriçó és ingenu i curiós: en el camí crida al pou, toca la boira amb les potes i imita les arnes voladores. Amb el seu comportament, s'assembla a un nen que descobreix la diversitat del món per primera vegada.
Una mena d'"ombra" de l'eriçó la constitueix el presonatge del mussol, el qual toca els talons del protagonista, intentant reproduir amb precisió els seus moviments i gestos. Quan l'eriçó mira les estrelles reflectides a l'aigua, el mussol també s'atura prop del bassal, però només s'hi veu a si mateix. El personatge principal s'atura al pou, espera una resposta i segueix endavant; el seu "doble" alat després s'enfila a les parets i repeteix les mateixes accions, intentant sense èxit entendre quines coses interessants es poden escoltar i veure a les profunditats d'aquesta fossa. Segons Norxtein, «el mussol és el mateix eriçó, però al revés. És igual d'ingenu, però malvat». Els cineastes van filmar la figura del mussol reflectit a l'aigua amb un cronòmetre, movent la silueta del presonatge fotograma per fotograma, d'acord amb el seu reflex al bassal. La pota que el mussol submergeix a l'estany es va crear separadament i va ser filmada en un labavo comú.
Durant la seva excursió, l'eriçó descobreix que el món immers a la boira canvia les seves formes i mides habituals: el cargol pren les proporcions d'un elefant, el ratpenat és capaç de cobrir tot l'horitzó amb les seves ales i el cavall blanc envoltat de boira és percebut com un exemple de bellesa fantàstica. La sorpresa inicial de l'eriçó davant les visions i aparicions incomprensibles es converteix gradualment en por; la qual desapareix amb l'aparició del gos «amb la faceta més bondadosa del món» (segons el defineix la crítica d'art Aelita Romanenko). El badall del gos tornant el farcell perdut de melmelada a l'eriçó alleuja la tensió i aporta un punt de calma a l'acció. Apressant-se a la crida de l'Osset, preocupat per la desaparició del seu amic, l'eriçó acaba en un estany d'aigua, que és interpretat pels investigadors com el Leteu mitològic, el riu de l'oblit del regne dels morts. El salvador de l'heroi resulta ser un peix (probablement un bagre), que desinteressadament li ofereix la seva ajuda. Els cineastes van fer el peix a partir de peces de cel·luloide que s'unien amb frontisses; resultant-ne una còpia gairebé exacta dels personatges del teatre de titelles oriental, -xinès o indonesi.

## Motius, paral·lelismes, associacions

### Nexes amb la pintura i el cinema
L'investigador Tomoko Tanaka creu que el "pensament cinematogràfic" de Norxtein és proper al món artístic del pintor Iuri Vasnetsov. Així, a les il·lustracions de Vasnetsov per al conte Els tres ossets, adaptat per Lev Tolstoi a les versions russes, tots els objectes tenen "textura", inclosa l'escorça de l'arbre que hi ha al costat de la taula del menjador. Tanaka creu que aquesta percepció "material" del món és característica dels nens, que compten amb una mirada fresca als objectes, i probablement hi ha un nexe amb la pel·lícula L'eriçó a la boira, on alguns dels esdeveniments tenen lloc a prop d'un arbre gegant amb la mateixa escorça de "textura".
Al mateix temps, la crítica traça paral·lelismes entre L'eriçó a la boira i certes obres de cinema. Norxtein va citar Giorgobistve (original en georgià: გიორგობისთვე) d'Otar Iosseliani com una de les seves pel·lícules preferides que, segons reconeixia el propi director, l'havia vist innombrables vegades. El protagonista de Giorgobistve, Niko, trobant-se en circumstàncies difícils de la vida, aprèn a entendre els que l'envolten i madura gradualment. De la mateixa manera, l'eriçó de Norxtein, després de trobar-se a la boira, descobreix la diversitat del món. El personatge experimenta una varietat d'estats en poc temps, com serenor, sorpresa, ansietat o por, canviant davant dels ulls de l'espectador després de cada nova experiència vital. Tanaka també descobreix una similitud a nivell d'imatges entre L'eriçó... i Andrei Rublev (1966); per exemple, el cavall blanc de la pel·lícula de Norxtein recorda els cavalls de la pel·lícula de Tarkovski que tampoc reaccionen a les emocions dels altres. Així mateix, segons Mikhail Iampolski, la història de l'eriçó perdut es correlaciona amb certs episodis de la pel·lícula Amarcord (1973) de Federico Fellini: en ambdues pel·lícules, «la boira converteix el món en una fantasia oposada a la realitat».

### Influència de la cultura asiàtica oriental
Les principals innovacions tècniques que marquen l'estil de L'eriçó... inclouen l'ús d'escenaris escalonats, que van ser creats per Norxtein i Zhukovski basant-se en les tradicions de l'antic teatre de titelles xinès. Gràcies a aquesta tècnica, que combina l'animació de titelles amb la superposició, es construeix la profunditat de la imatge. Així, és poc probable que l'espectador, mirant la pantalla, pugui determinar quina és la distància real del fons, ja que, segons Mikhail Iampolski, «és infinita i mínima alhora». Aquesta perspectiva és extremadament rara a les belles arts europees (com a excepció, algunes pintures del vedutisme), però és la norma per a la pintura clàssica japonesa i xinesa. Per als artistes d'aquests països, l'escala de mesura era una convenció i la profunditat espacial de les seves obres es formava a partir d'un peculiar joc de línies i color. Aquests paisatges, basats en la percepció "gradual" de la profunditat, de vegades representaven un arbre i una persona en primer pla, i en el fons, a una distància "indefinidament gran", apareixien muntanyes envoltades de boira. Segons Iampolski, a la pel·lícula L'eriçó... els problemes artístics es van resoldre d'una manera molt similar.
Una altra matèria dels representants de la pintura oriental clàssica era l'aigua, en el moviment de la qual el poeta Wang Wei hi veia una combinació de variabilitat i estabilitat al mateix temps: «Quan es pinta una cascada, s'ha de representar de tal manera que estigui interrompuda, però no esqueixada». A L'eriçó..., el càmera Zhukovski va filmar aigua real, que després es va incorporar als fotogrames dibuixats. Segons Iampolski, aquesta combinació no va resultar totalment orgànica a la pel·lícula; tanmateix, l'aigua segueix realitzant (segons la teoria del poeta Su Shi) la funció de contrast en relació al paisatge amb una "forma constant". A més de la boira i l'aigua, la "respiració" i els elements canviants de la pel·lícula inclouen llums parpellejants, arbres misteriosos, cuques de llum, amb l'ajuda de les quals el protagonista intenta trobar el camí cap a la casa de l'osset. En constrast, hi ha els "portadors de forma clara": animals i ocells, les siluetes dels quals es dissolen a la boira o tornen a aparèixer. La unificació de capes es produeix amb l'ajuda del color. Les escenes inicial i final del dibuix es creen en tons blaus i daurats; la part central està dissenyada a base de colors clars, de tons gairebé blanquinosos, amb intercalacions intenses.
Iuri Norxtein, mentre donava una conferència sobre l'art de l'animació als Cursos superiors de Guionistes i Directors de Cinema (en rus: Высшие курсы сценаристов и режиссёров; ВКСР, VKSR), va recitar poemes de poetes orientals com a títol d'il·lustració. Així, parlant de la variabilitat dels fotogrames a L'eriçó..., on el riu és contrastat amb un entorn estàtic, el director va citar versos del poeta japonès Matsuo Basho, donant una idea general de com van canviant les imatges. Segons el director, la composició d'un fotograma cinematogràfic, «apareix allà on hi ha un punt que seguim de prop».

## Tècniques d'animació

### Treball amb la càmera. Filmació en vidre escalonat
Abans de passar-se a l'animació, el càmera Alexander Zhukovski havia treballar en un estudi de pel·lícules científiques i educatives, i també treballat en documentals. Amb Norxtein va fer les pel·lícules Tsaplia i jurabl (Цапля и журавл, lit. La garsa i la cigonya, 1974), L'eriçó a la boira i una part significativa de El capot (en rus: Шине́ль, Xinel, 1981) . Segons el director, Zhukovski pertanyia a la mateixa galàxia creativa de mestres que els operadors de llargmetratges Alexander Kniazhinski i Georgi Rerberg. Com més tard va recordar Norxtein, Zhukovski va saber mantenir la ironia fins i tot en les circumstàncies de producció més difícils. Tenia el seu propi llenguatge professional i fou l'autor de l'expressió humorística «millor un Porto en un got que un eriçó a la boira» (en rus: Лучше портвейн в стакане, чем Ёжик в тумане).
Zhukovsky, juntament amb Norxtein, van crear una sèrie d'innovacions que ha permès als estudiosos parlar d'aquesta pel·lícula d'animació com una mena d'"experiment artístic". Així, el càmera i el director van utilitzar vidre escalonat en el seu treball. Aquesta tècnica en si no és nova: l'acció es duia a terme de manera similar al teatre d'ombres oriental (en particular, xinès), que s''organitzava segons el "principi de la silueta": les figures dels titelles es col·locaven darrere d'una pel·lícula i la llum dirigida cap a ells provenia de les profunditats de l'escenari. Aplicant un mètode similar, per exemple, en escenes del món immerses en la boira, l'operador va partir del fet que el principal mitjà visual havia de ser l'"efecte boira". Per fer-ho, sobre el vidre on hi havia el cel·luloide s'hi van fer dibuixos. Els vuit nivells utilitzats en el treball van formar diferents ambients: des de boira espessa fins a boira lleugera. A l'introduir aquest mètode, l'animació plana va aconseguir la il·lusió de volum i l'espai, resultant en una millora de l'efecte emocional. El rodatge es va dur a terme amb una càmera en moviment lliure, això va permetre que els fotogrames adquirissin "volatilitat". Per gairebé tots els plans de L'eriçó... es van crear noves "boires"; la seva concentració depenia dels esdeveniments i accions del personatge en un episodi concret. El sistema de moviment de graduacions, juntament amb la tècnica de polvorització de "boira" sobre cel·luloide, va ajudar a "dissoldre" completament l'eriçó, el mussol o el cavall a la boira o, per contra, a "retornar-los" de les profunditats del marc.
Per al rodatge de l'episodi amb l'arbre, que l'eriçó percep com una massa giratòria, es van preparar fragments separats. Les branques pintades posades sobre cel·luloide giraven lentament mentre la càmera funcionava, creant la sensació que el tronc girava al voltant del seu eix, mentre que en realitat romania immòbil. Una altra escena, "arnes volants a prop de la casa de l'osset", es va construir sobre el principi d'un joc de llums i ombres. Durant el rodatge, les arnes estaven en un nivell i els personatges asseguts al tronc a l'altre. El focus estava dirigit al lloc on s'acumulaven els insectes, però la llum que fluïa era bastant suau. En sortir del cercle de llum, les arnes van desaparèixer, però les seves ombres aletejants van caure sobre l'eriçó i el seu amic.
Com que l'estudi cinematogràfic no va poder proporcionar a Norxtein un pavelló equipat per treballar adequadament amb la tècnica de relleus, el seu grup de cinema es va haver d'ubicar en una sala no equipada, improvisant les eines necessàries. L'operador de càmera i l'artista es van passar diverses setmanes reunint el material necessari per crear la "boira". Un dia, en absència d'ells, una dona de la neteja va entrar a l'habitació i, sense saber que la pols en aquest cas era un element artístic de la cinta, va netejar amb cura tot el vidre. Els treballs de polvorització es van haver de començar de nou.
El crític de cinema Mikhail Iampolski, comparant l'estil de L'eriçó... amb la pel·lícula Tsaplia i jurabl (Цапля и журавл, lit. La garsa i la cigonya, 1974), va destacar la naturalesa de la narració en ambdues pel·lícules de Norxtein i Zhukovski. A La garsa i la cigonya la il·lusió de la realitat es manté al llarg de tota el film, mentre que a la història de l'eriçó hi ha una aparició i desaparició parpellejant del món: «Aquí la integritat dona pas a la unitat inestable de parts heterogènies». Aquest allunyament de la integritat s'associa tant a la recerca artística del director com a la llibertat de càmera de l'operador, que pretenia «imitar angles i panoràmiques complexes, propies dels llargmetratges». Segons la dibuixant Lana Azarkh, «si no fos per Saixa [Zhukovski], l'eriçó no hauria estat mai a la boira».

### Ritme
Segons la doctora en història de l'art Natalia Krivuli, els moviments temporístics, de vegades estirant o alentint el temps, «contribueixen a la creació d'una atmosfera emocional especial que omple l'acció de la pel·lícula«».[1] El protagonista de la pel·lícula està en constant moviment, i l'interès de l'espectador pels seus moviments es manté en gran part a causa del canvi de ritme. Així, l'entrada del personatge a la boira (descens del turó) es produeix lentament al principi: l'eriçó s'enfonsa gradualment a la "llet airejada" i gairebé desapareix en ella: «i fins i tot una pota no és visible».[1] La caiguda sobtada d'una fulla seca canvia dràsticament tant la imatge com el ritme: l'escena s'assembla a un curtcircuit. Seguidament es produeix una pausa silenciosa, després de la qual el cargol surt lentament de sota la fulla. Després d'haver experimentat el primer xoc, el protagonista agafa amb cura el tros de fulla, l'examina, la posa a terra i en silenci abandona l'indret perillós.
No obstant això, no aconsegueix mantenir la calma: comença un canvi brusc de fotogrames i sons "esterridors": un ratpenat sobrevola ràpidament el cap de l'eriçó, aleshores les arnes que aletegen brillen, un mussol àguila xiulant apareix de la boira; l'heroi reacciona a la seva aparició amb la paraula "boig" (en rus: Псих, «psikh). Tal com va explicar més tard Norxtein, en aquest episodi se suposava que s'havia d'escoltar una paraula breu i sense patetisme, extingint la por del personatge respecte a la sèrie de misteris.
En les escenes posteriors, es produeixen nous esclats de ritme, quan l'acció s'alenteix o recupera la velocitat. L'eriçó, després d'haver descobert que el farcell de melmelada ha desaparegut, gira a la boira, corre al voltant d'un arbre, busca el farcell perdut amb l'ajuda d'una torxa amb una lluerna, veu animals misteriosos i intenta escapar. Tot aquest canvi gairebé caòtic d'imatges amb noves onades emocionals i tensió creixent (que es debilita en el moment de la trobada del protagonista amb el gos) es basa en el principi del muntatge. Els contrastos rítmics ajuden a sentir l'estat del personatge «a nivell biològic», segons paraules del director.

### Muntage
Els principis del muntatge, segons Norxtein, són comparables a les reflexions poètiques del poeta japonès Takahama Kyoshi: "Any Vell, / Any Nou, / Com si fos un pal". Estem parlant del fet que uns bastons invisibles travessen dues capes de neu -aquesta i l'any passat- i sembla que les connecten. Així és com s'enganxen els plans durant el muntatge, segons el director.
El pla que mostra la primera aparició del personatge a la pel·lícula és molt ascètic: el narrador informa que "a les nits l'eriçó anava a casa de l'osset per a comptar les estrelles", l'espectador veu l'heroi en moviment. El paisatge gairebé no té detalls expressius, perquè era important que els creadors de la pel·lícula proporcionessin la màxima informació possible sobre l'eriçó, la seva marxa precipitada i el farcell de melmelada que colpeja lleugerament l'heroi a les potes en una curta escena. A més, la composició del marc es fa més complexa: el personatge passa per matolls de pi i el tremolor de les branques crea l'atmosfera del vespre. Llavors, el protagonista puja un turó, on es troba breument envoltat per un estol de papallones. Les articulacions de muntatge són gairebé invisibles, però un tall (pujant pel turó) encara trenca, segons Norxtein, la continuïtat del moviment: «Si hagués estat tècnicament possible filmar tot en un pla, ho hauria fet».
Norxtein creu que a l'hora de muntar una pel·lícula, la comprensió de l'autor de quin ha de ser el moviment plàstic dins de la pel·lícula és més important que les regles teòriques (pla ample, primer pla, mitjà). Per tant, a l'escena final, quan els protagonistes miren les estrelles, canvien de lloc en connectar plans: primer l'espectador veu l'eriçó assegut a la dreta de l'osset i després a l'esquerra. Segons el director, l'error associat a la violació de la "topografia" dels fotogrames va ser deliberat: «s'hauria pogut fer un plànol del cel estrellat i, allunyant-se'n i fent una panoràmica cap avall, obtenint el fotograma desitjat. Però en aquest cas no hi hauria hagut nitidesa del canvi de muntatge».

## Música
La música de la pel·lícula L'eriçó a la boira dura un total de poc més de sis minuts, però Mikhail Meerovitx la va necessitar dos meros per escriure-la. El treball sobre el fons musical es va dur a terme "a nivell de fotograma per fotograma", quan es van formar les frases acústiques necessàries a partir del canvi instantani de les imatges. Meerovitx va veure el storyboard pre-creat, però no es va basar en ell sinó en els moviments del protagonista en una etapa o altra.[1] Segons Norxtein, «les peces musicals donen un suport molt estricte a tota l'estructura», perquè tots els passatges del protagonista estaven precalibrats segons el metratge; les improvisacions durant el rodatge només s'associaven amb pauses.[1] [1] Segons el director, «el disseny consta de diferents temes en els quals es submergeix l'eriçó: amenaçador, lleuger, líric, tràgic... Vaig designar fragments, entonació, i el compositor va escriure».[1][2]
El rerefons musical de l'inici de la pel·lícula coincideix amb l'estat serè del protagonista, que va de visita. Després de la primera aparició de la silueta d'un cavall blanc, sorgeix el tema de la boira, que després es repetirà més d'una vegada a la pel·lícula, però amb diferents matisos. Per exemple, aquest tema acompanya l'eriçó mentre baixa el turó, quan el protagonista, curiós, vol esbrinar «si el cavall se'n va a dormir, s'ofegarà a la boira?» El bombeig dels sons comença després que una fulla seca de tardor cau sobre l'eriçó des de dalt; en aquest moment entren els instruments de corda bruscament. Les entonacions amenaçadores de l'escena amb la fulla i el cargol espantant el protagonista no duren gaire, però en el futur la tensió no disminueix. El món que l'envolta ja no sembla segur per al protagonista, i la música transmet canvis del seu estat d'ànim: la curiositat inicial deixa pas a la comprensió que hi ha moltes coses misterioses al voltant; aleshores, l'eriçó experimenta un alleujament en adonar-se que la fulla caiguda no porta misticisme; però pateix seguidament la primera por, convertint-se en horror quan les fantasies del protagonista es barregen amb la realitat.[1]
L'episodi en què el protagonista cau al riu i flota riu avall està construït gairebé sense música; només en algun lloc del fons llunyà sona la balalaica. En el moment en què "algú" (al guió: un peix) ofereix ajuda al viatger que s'ofega, torna a sorgir el tema de la boira, però aquesta vegada és més inquietant que en els primers plans. Una mica més tard, s'hi afegeix una "entonació de júbil". Part de l'escena final, durant la qual l'osset li revela a l'eriçó les seves expectatives, està construïda gairebé sense música de fons. Només de tant en tant s'inclouen breus fragments de tons musicals en el monòleg d'un personatge emocionat. Amb les paraules de la veu en off «l'osset parlava, parlava...» la música comença a sonar de nou, la mateixa que havia sonat durant la primera trobada de l'eriçó amb el cavall.[1]

## Doblatge
L'eriçó a la boira fou l'única pel·lícula de la filmografia de Norxtein en la qual es va convidar tres actors a fer el doblatge (a les pel·lícules La guineu i la llibre, La garsa i la cigonya i Conte de contes) l'enregistrament de la veu en off fou realitzada per un sol artista). L'eriçó va rebre la veu de Maria Vinogradova, que era anomenada "la mascota de Soiuzmultfilm": desenes de personatges animats parlaven amb la seva veu. Durant el rodatge de L'eriçó..., l'actriu va complir cinquanta-tres anys. Segons els records de Vinogradova, donar veu al personatge principal va ser un procés difícil però interessant, perquè és impossible que una persona entengui com els eriçons poden parlar a la natura. Després de provar i considerar diverses opcions, els creadors de la pel·lícula van triar "una certa mitja veu, no gaire activa", perquè el protagonista ho és "tot en si mateix". Van sorgir dificultats particulars en l'escena en què el personatge, després de trobar-se amb el mussol, alça les mans i pronuncia sense paraules la paraula "boig": aquí calia mantenir un equilibri entre la ingenuïtat i la por del protagonista i triar aquesta entonació per tal de que el comentari pronunciat no sonés groller.[1][1]
L'osset parla amb la veu de Viatxeslav Nevinni, un actor semblant en aparença al seu personatge. L'enregistrament fou seleccionat entre moltes preses, abans de cadascuna de les quals l'actor va recórrer una distància considerable per l'estudi de tons de l'estudi per tal de, sense alè, retratar orgànicament l'emoció i la tensió nerviosa. Alexei Batàlov va posar la veu del narrador de la pel·lícula. El director estava satisfet amb el timbre de la seva veu i les entonacions insinuants del "narrador".[1][2]

## Crítica i ressenyes
En un principi, després de l'estrena de L'eriçó a la boira, a la premsa va aparèixer relativament poc material analític sobre la pel·lícula. A la segona meitat de la dècada de 1970, quan Norxtein, Iarbusova i Zhukovski foren nominats per al Premi Estatal de l'URSS per tres dels seus dibuixos animats, entre ells L'eriçó..., era obligatori que al menys dues grans publicacions es presentéssin a la comissió de premis. Segons el testimoni de la dibuixant Lana Azarkh, es va dirigir a l'escriptora Olga Txaikovskaia. Ella, després d'haver vist les pel·lícules de Norxtein, en una ressenya a la revista Literaturnaya Gazeta (1979, núm. 32) va valorar L'eriçó... com una pel·lícula amb «riquesa gràfica, pictòrica i psicològica». Traçant el camí del protagonista a través de la boira, Txaikovskaia va emfatitzar que el personatge principal de la pel·lícula és un romàntic «indefens i serè», mentre que l'osset és un paquet d'«energia violenta». Malgrat la diferència de temperament ("pragmàtic i somiador"), se senten atrets l'un per l'altre.[1][2]
Posteriorment, el nombre de respostes sobre L'eriçó a la boira va començar a créixer. Així, el professor Mark Whitehead, va qualificar la pel·lícula d'encantadora i malenconiosa. En analitzava la trama, va manifestar sobre el viatge, durant el qual l'eriçó experimenta molts xocs, no era realment perillós, sinó que era un joc de la seva imaginació. El mussol, tocant els talons del protagonista, no va intentar espantar-lo: estava molt més interessat en l'eco del pou. El ratpenat gairebé no es va adonar de l'eriçó, i el gos va actuar com un amable ajudant. L'osset, tot i que renya al seu amic per haver arribat tard, en realitat està molt lligat a ell. Tots els personatges de la pel·lícula tenen trets humans, però al mateix temps conserven les qualitats de representants del món animal, va destacar Whitehead [1] .
El director de l'associació de titelles de l'estudi Soiuzmultfilm, Iosif Boiarski, sota el qual es va dur a terme el rodatge de L'eriçó..., va escriure al llibre Literaturnie kollagi (Литературные коллажи) que la pel·lícula de Norxtein, «plena dels millors matisos psicològics», parla dels misteris de l'existència i del «misteri de totes les coses».[1]
Segons la dramaturga Liudmila Petruixevskaia, L'eriçó a la boira és un «èxit nacional». El director i animador japonès Hayao Miyazaki va anomenar L'eriçó el seu dibuix animat preferit.[1] El director Aleksei Guerman va assenyalar que la pel·lícula sobre un personatge perdut a la boira és la millor que «ha vist mai en animació»:
Hi havia imatges on vaig riure, que em van conmoure, i aquest home va aconseguir la sensació de volar i un gran art per la manera com un gos deixa sortir la llengua o com un eriçó neda sobre un peix gran. I mentre visqui, recordaré aquestes escenes. Perquè quan un eriçó neda sobre un peix gran, no vol dir en absolut que es tracti del peix: és alguna cosa de mi. I la boira no vol dir que fumés la pel·lícula. Això també és sobre mi. Aquests són una mena de somnis. I això és un miracle.

## En el context de l'animació soviètica dels anys setanta
La pel·lícula L'eriçó a la boira es va crear durant un període en què el liberalisme relatiu de l'era del desglaç de Krusxov pràcticament s'havia extingit: havia arribat un temps d'estancament. Aquesta fita en la vida sociocultural del país es va caracteritzar per processos polèmics. D'una banda, l'estat donava un important suport econòmic a la ciència i l'art; d'altra banda, es va enfortir el control ideològic en tots els àmbits, inclòs el cinema. Al mateix temps, els canvis en la visió del món establerts en la dècada anterior havien afectat l'estat d'ànim del públic i es van reflectir en una gran varietat d'obres. Així, l'animació soviètica de la dècada de 1970 va començar a mostrar interès per la imatge d'una persona individual que intentava trobar-se en gran món. És aquest tema, segons la doctora en història de l'art Natalia Krivuli, el que es va convertir en clau a la pel·lícula L'eriçó a la boira. El protagonista, mirant cap al pou, veu el seu reflex, el seu segon "jo" -a partir d'aquest moment comença a guanyar individualitat i alhora una consciència de la seva pròpia soledat total. Entrant a la boira, l'eriçó se sent perdut, busca un punt de peu i vaga per la boira «com un cec que ha perdut el seu guia». A l'escena en què el personatge intenta trobar el seu camí amb l'ajuda d'una branca, hi ha una referència a l'obra La paràbola dels cecs del pintor flamenc Pieter Brueghel el Vell. Tanmateix, la visió intuïtiva i espiritual no permet que el protagonista es dissolgui a la boira: troba suport en forma d'arbre, una espècie d'arbre del món, que es converteix en una mena de fita per a l'eriçó en el seu camí.[1].
El tema d'oposar-se al món, separar l'individu de l'entorn, també s'han considerat en pel·lícules d'animació com Premudri peskar (El petit savi, 1979), Ia k vam letxu vospominaniem (lit. volo amb vosaltres amb records), Мастер из Кламси (El mestre de Klamsi, 1972), Babotxka (lit. Papallona, 1972), Kaleidoskop-71: Xkaf (lit. Calidoscopi-71: armari, 1971)” i altres.[1] A la dècada de 1970, el sistema soviètic va romandre en gran part tancat, i la gent, en estar en una societat tancada, de vegades es va traslladar a altres espais: al món de la cultura, la història, el son i els somnis. Durant aquest període, els personatges d'animació van començar a vagar, i els seus viatges sovint tenien lloc entre el món real i imaginari; en aquest cas, no només parlem de la pel·lícula L'eriçó a la boira sinó també de pel·lícules com Goluboi xenok (El cadell blau, 1976), Skazka skazok (lit. Conte de contes, 1979), Zerkalo vremeni (lit. El mirall del temps) o Poezd pamiati (lit. El tren de la memòria).[1] Les obres de Norxtein, Khrzhanovski, Khitruk, Serebriakov, Katxanov i altres animadors van portar, segons Natalia Krivuli, l'animació a un nou nivell: les seves pel·lícules van examinar qüestions de l'existència humana, van buscar un discurs metafòric i van demostrar interès pel món interior individual.[1]
A l'espai dels dibuixos van començar a sorgir diferents nivells: reals i condicionals. Si per a l'eriçó aquest món il·lusori és la boira, per al protagonista de la pel·lícula Dom, kotori postroil Djek (lit. La casa que va construir Jack, 1976) és una casa.[1] En diverses pel·lícules (L'eriçó a la boira, Skazka skazok, B mire bassen (lit. En el món de les rondalles, 1973), Tsaplia i jurabl (lit. La garsa i la cigonya, 1974) l'espai es va incloure en el desenvolupament de la trama i es va dotar de signes d'un ésser espiritualitzat.[1] Això s'aplica principalment a les obres de Norxtein: a les seves pel·lícules, començant per L'eriçó..., l'entorn es converteix en una imatge animada independent.[1]
A l'animació dels anys setanta del segle xx, la imatge d'un creador, un artista, es va fer rellevant: la galeria de personatgen que creen i transformen el món inclou, a més de l'eriçó, Jack (La casa que va construir Jack, 1976), el nen (La mama em perdonarà, 1975), Kola Briunon (El mestre de Klamsi, 1972) o Íkar (Ícar i els savis, 1976). Al mateix temps, els personatges, travessant la frontera invisible entre el món real i l'imaginari, es van canviant a si mateixos. [1]
Una de les tècniques més populars entre els animadors d'aquella època era la transposició, que permetia crear imatges polièdriques. Comparant l'animació dibuixada a mà amb la transposició, Norxtein va assenyalar que aquesta última «té una riquesa visual diferent». Al mateix temps, es va desenvolupar la direcció pictòrica de l'animació, amb coloració complexa, matisos de color i to, i el desenvolupament de la dramatúrgia de la llum. Qualitats similars són característiques de pel·lícules com L'eriçó a la boira, Sadko bogati (Sadko el ric, 1975), Per Giunt (Peer Gynt, 1979), Les aventures de Txitxikov (?), Ave Maria (1972) o Bednaia Liza (La pobra Lisa, 1978). Però si a Sadko el ric, V portu (Al port, 1975) o Les aventures de Txitxikov es revela un to de color complex, ple de molts matisos, a L'eriçó..., en canvi, (com a El conte dels contes, La pobra Lisa o El petit savi) com a regla general es va utilitzar un to ocre-oliva, marró daurat, plata.

## El món de l'ànima d'un nen
L'interès per la pel·lícula L'eriçó a la boira no s'ha limitat als estudiosos del cinema i els experts culturals, sinó també a psicòlegs que s'ocupen del desenvolupament infantil i estudien els problemes dels processos de maduració. En els seus treballs, els experts ofereixen diferents interpretacions de l'argument de la pel·lícula. Així, segons la doctora en història de l'art Tamara Zlotnikova i la candidata d'estudis culturals Olesya Gorokhova, tota la història sobre el viatge de l'eriçó consisteix en «foscor, boira i contemplació encantadora», però en la interpretació de Norxtein adquireix al·lusions i significats arquetípics. Els investigadors creuen que la boira de la pel·lícula és un símbol de la percepció del món que té un nen: el nen hi descobreix amabilitat, perill i misteri (els secrets amagats a la boira inclouen un arbre gegant, la presència del qual sent el personatge amb l'esquena, així com un elefant, que apareix inexplicablement al bosc fosc). Considerant la pel·lícula com un sistema mitològic, Zlotnikova i Gorokhova hi identifiquen diversos tipus de personatges: el gos fa el paper d'assistent, l'osset és un amic, el peix és un guardià i mediador i el ratpenat actua com a representant de les forces demoníaques fosques. Els investigadors comparen el moviment de l'eriçó a través de la boira amb el viatge d'un heroi mític cap a l'inframón, on es poden conèixer els secrets de l'univers. La casa de l'osset, on l'eriçó es troba al final de les seu viatge, és el seu retorn del món dels somnis a la realitat quotidiana.[1]
L'historiador cultural Sergei Ushakin, considerant el món de l'imaginari en dos dibuixos animats: L'eriçó... de Norxtein i Varejka (1977) de Roman Katxanov, assenyala que en ambdues pel·lícules els petits protagonistes utilitzen la realitat «com a lloc per a la projecció de la seva fantasies». A la pel·lícula de Katxanov, una noia la mare de la qual li prohibeix tenir un gos a casa converteix la seva pròpia manopla en un cadell. En el conte de fades sobre l'eriçó, les experiències d'un personatge creixent s'associen amb la boira, en la qual apareixen i desapareixen fantasmes o animals i ocells reals. A aquestes històries, Uxakin hi afegeix un dibuix animat sobre Malix i Carlson, en què també es desdibuixen les il·lusions i la realitat. Com a il·lustració de la tesi que el món imaginari dels nens és autosuficient, Uxakin cita línies del poema "Fantasia" d'Àgnia Bartó: "Sóc un escalador del cel, / Pujo el cel, / I després d'aquí - ara! - / M'enfonso a terra. / No creus? Doncs què... / De totes maneres no és mentida, / Però la meva fantasia” [1] .
És significatiu que tant a Varejka com a Eriçó... no hi hagi cap moment d'alegria perquè els protagonistes assoleixin el seu objectiu final. A la primera d'aquestes pel·lícules, un cadell agafat als veïns no és tocat per una nena, sinó per la seva mare (la petita protagonista ni tan sols apareix al final). En el segon, el procés de beure te, pel qual l'eriçó emprèn el difícil viatge, no comença mai, i la melmelada de gerds es manté al farcell. Per als joves protagonistes, el camí cap a l'anomenada "Ciutat Maragda", així com els descobriments i proves associades a ella, és el més important, afirma Uxakin.[1]

## Posteritat i influències
La pel·lícula, rodada l'any 1975, s'ha mantingut rellevant durant dècades. Així, el 2013, el Ministeri de Cultura i el Ministeri d'Educació de la Federació de Rússia van elaborar una llista per a les classes opcionals "Cent pel·lícules per a escolars", la qual només incloïa tres pel·lícules d'animació, entre elles L'eriçó a la boira.[1]
Una mica abans, amb el suport del Ministeri de Cultura de la Federació Russa, s'havia estrenat la sèrie d'animació Smeixariki (Kikoriki) els protagonistes de la qual són criatures zoomorfes. El 2007, com a part d'aquest projecte, es va estrenar un remake anomenat L'eriçó a la boira, la qual no obstant ni en estil, composició ni esquema de color no s'assembla gaire a la pel·lícula original de Norxtein. Tal com van assenyalar els creadors, en la nova versió, la boira és una nebulosa artificial a la qual l'eriçó, vestit amb un vestit espacial, acaba per error. El personatge de "Smeshariki" no té «aquesta connexió sensorial subtil amb el món que té el protagonista de la pel·lícula de Norxtein». [1]
Segons el filòleg Anton Afanasiev, L'eriçó a la boira constitueix una clara referència a la poesia de Ianka Diagileva; en particular, del seu poema "Èmfasi en la síl·laba per sobre de la línia majúscula" (Ударение на слоге выше прописной строки), en què el tema del viatge fallit del protagonista és interpretat d'una manera dramàtica i absurda: «Soluble Grey l'eriçó que va néixer de les cendres / Anava a visitar un amic, però va ser arrossegat per una escombra».[1]
El nexe directe entre la pel·lícula de Norxtein i el poema "Llum i boira" de Bel·la Akhmadúlina s'esmenta a la monografia Misteri i escriptura secreta (Тайна и тайнопись) de la crítica literària i professora de la Universitat de Pennsilvània Vera Zubareva. Com l'eriçó, que fa molts descobriments viatjant pel bosc, la protagonista lírica del poema d'Akhmadúlina "es mou entre la boira" ("движется через туман"), cap als secrets de l'existència.[1][2]
La pel·lícula també va influir en el folklore infantil . Així, en l'ambient lúdic de la postguerra, la imatge de l'enemic es reflectia en la rima popular russa “Un alemany va sortir de la boira, / Es va treure un ganivet de la butxaca. / Tallaré, pegaré, / encara et conduiré”. En les dècades posteriors, es va produir una retirada gradual del component ideològic de l'espai de joc. A la dècada de 1980, després de l'estrena de la pel·lícula de Norxtein, la rima fou canviada amb un nou protagonista: “Un eriçó va sortir de la boira, / es va treure un ganivet de la butxaca, / va treure còdols i guix, / Va somriure com va poder...”.[1]
Existeixen monuments en homenatge a L'eriçó a la boira a Kíev (2009), Krasnodar [1] [2] i Ivanovo.[3]

## Festivals, premis i reconeixements
- 1976 - IX All-Union Film Festival de Frunze - primer premi [1] [2]
- 1976 - XI Festival Internacional de Cinema Infantil i Juvenil de Teheran - Gran Premi [2] [3]
- 1977 - Festival Internacional de Cinema Infantil i Juvenil de Gijón - premi en la categoria "Millor curtmetratge infantil" [1] [2] [3]
- 1977 - Festival Internacional de Cinema de Chicago - tercer premi "Bronze Hugo" [1] [3]
- 1977 - London International Film Festival - pel·lícula de l'any [2]
- 1978 - Festival Internacional de Cinema de Melbourne - premi (Yuri Norshtein) [1]
- 1978 - Festival Internacional de Cinema d'Espinho - primer premi [2]
- 1978 - Festival Internacional de Cinema de Sydney - Premi Silver Boomerang [2] [3]
- 1979 - Premi Estatal de l'URSS en el camp de la literatura, l'art i l'arquitectura - (Yuri Norshtein, Alexander Zhukovsky, Francesca Yarbusova) [1] [2]

L'any 2003, al Festival Internacional d'Animació de Laputa a Tòquio, basat en una enquesta a 140 crítics i animadors de cinema de diferents països, Hedgehog in the Fog va ser reconegut com el millor dibuix animat de tots els temps [1] [2] . Segons el director de l'associació de titelles de l'estudi Soyuzmultfilm, Joseph Boyarsky, la pel·lícula va rebre un total de més de trenta-cinc premis de la Unió i internacionals [3] .

## Crèdits
| Rol                     | Nom                                                   |
| ----------------------- | ----------------------------------------------------- |
| Guionista               | Serguei Kozlov                                        |
| Disenyador de producció | Frantxeska Iarbusova                                  |
| Operador                | Aleksandr Jukovski                                    |
| Compositor              | Mikhail Meerovitx                                     |
| Operador de so          | Boris Filtxikov                                       |
| Edició                  | Natalia Abramova                                      |
| Muntatge                | Nadejda Treixiova                                     |
| Veus dels personatges   | Viatxeslav Nevinni (osset), Maria Vinogradova (eriçó) |
| Veu del narrador        | Aleksei Batàlov                                       |
| Director i animador     | Iuri Norxtein                                         |